# Lohkva
Lohkva is een plaats in de Estlandse gemeente Luunja, provincie Tartumaa. De plaats telt 1618 inwoners (2021) en heeft de status van dorp (Estisch: küla).